# Józef Bliziński

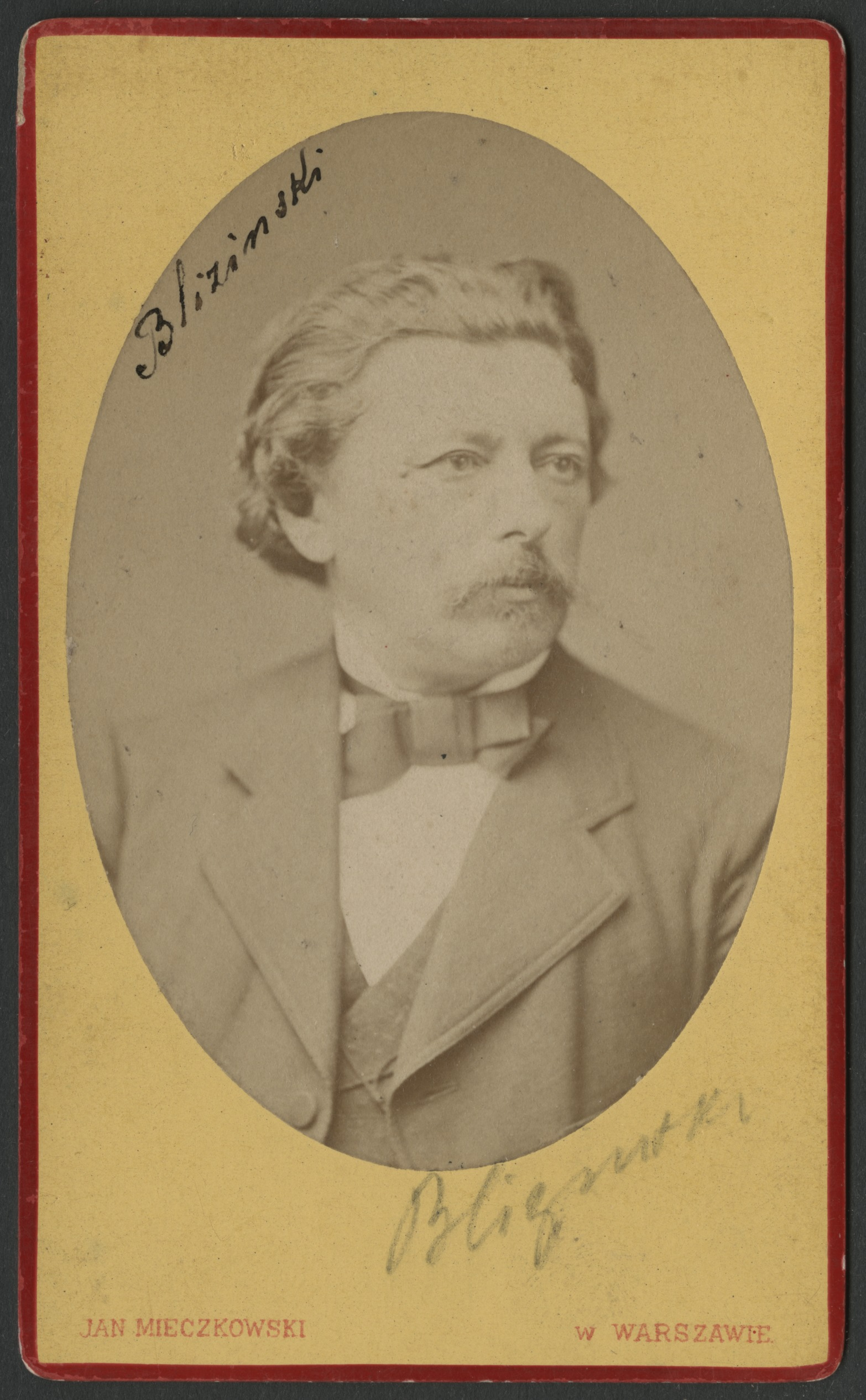
Bliziński in ca. 1886

Józef Franciszek Bliziński (Warschau, 10 maart 1827 - Krakau, 29 april 1893) was een Poolse toneelschrijver. Hij schreef voornamelijk komedies.

## Levensloop
Hij was een zoon van Augustyn Franciszek Bliziński(geboren 1796) en de aristocraat Marianna Helena Zakrzewska (geboren in 1799). In zijn tienerjaren bezocht hij de plaats Kujawy vaak. Hij kwam met zijn ouders naar de neven van Konstancja en Ignacy Zakrzewski van het wapenschild van Pomian - de eigenaren van de landen van Chocenia en Bodzanówka (1842). Hij woonde tot 1854 in Chocen. Zijn schooljaren bracht hij door in Warschau. Hij volgde daar ook juridische cursussen. Tijdens de januari-opstand van 1863 verloor hij zijn broer en belandde hij in de gevangenis.
Hij verliet Kujawy in 1873, toen hij weer voor drie jaar naar Warschau verhuisde, waar hij actief deelnam aan het sociale en culturele leven van de stad. In de jaren 1876-1888 bestuurde hij boerderijen in Sanock. In 1876 ontving hij een landgoed in Bóbrka als bruidsschat, toen hij trouwde met Pelagia geboren Sokołowscy, met het Pomian wapenschild en verhuisde naar een landhuis daar. Hij had een zoon met Pelagia - Alfons Bliziński. Hij was bevriend met Oskar Kolberg, met wie hij levendig correspondeerde, omdat Kolberg ook in Choceń en Bodzanówek en in Bóbrka verbleef om etnografische studies uit te voeren. Als gevolg van mislukte investeringen in de winning van ruwe olie raakte Bliziński in financiële problemen en na 12 jaar mislukking vertrok hij in 1888 naar Krakau, waar hij zich vestigde en bleef tot zijn dood op 29 april 1893. Hij is begraven op de Rakowicki-begraafplaats in Krakau (vierkant RB, westelijke gordel).
Bliziński was ook etnograaf, hij deed onderzoek naar de volkstaal, gebruiken en kostuums. Hij was bevriend met Oskar Kolberg.

## Literair werk
Hij begon zijn literaire activiteit tijdens zijn studentenperiode. Hij maakte zijn debuut in 1860 met de gedichtkomedie Naamdag (een wijziging van door concurrenten gemaakte komedie in 1859) gepubliceerd in "Gazeta Codzienna". Hij werkte in latere jaren ook samen met dit tijdschrift en publiceerde daar etnografisch materiaal. In 1877 ontving hij de eerste prijs in de dramawedstrijd in Krakau voor de komedie Pan Damazy (Meneer Damazy).
De plot van de toneelstukken van Bliziński speelde zich meestal af in de omgeving van de landelijke adel. In Imieniny (naamdag ) beschreef hij de ondeugden van de landelijke omgeving, landadel en adel - de 'meisjeshandel' nam daarin een prominente plaats in. Evenzo schetste hij in Dziwoląg (Monster) (1876) een humoristisch beeld van de landadelgemeenschap. Zijn latere komedies waren artistiek het meest volwassen: Pan Damazy (1877) en Rozbitki (1881). Rozbitki (Schipbreukelingen) beschrijft de degradatie van de landadel, haar extravagantie, ruzies en aan de andere kant - de aristocratische snobisme van de bourgeoisie. Komische motieven waren beperkt in deze toneelstukken en ernaast verschenen draden die serieus werden genomen. De helden zijn psychologisch complexer geworden (bijvoorbeeld in Rozbitki). Anderen, hoewel humoristisch behandeld, werden met sympathie getoond, bijvoorbeeld de titel Heer van Damasus - vertegenwoordiger van de oud-nobele deugden, ruw en opvliegend, maar tegelijkertijd eerlijk en goed. Deze toneelstukken benaderden de zogenaamde sociale komedie, d.w.z. een die betrekking heeft op belangrijke sociale verschijnselen.

## Belangrijkere werken
- Naamdag (1860)
- Omzichtige moeder (1871)
- De maartse vrijgezel (1873)
- Het brood van de mensen van Boda (1875)
- Heer van Damasus (1877)
- Schipbreukelingen (1881)
- Schaakmat en schaakmat (1885)
- Wilde rode hond
- Komedies
- Brieven

- Gemeinsame Normdatei: 1066802874
- International Standard Name Identifier: 0000 0000 7150 9884
- Library of Congress Control Number: no95019386
- Nationale Bibliotheek van Tsjechië: jn20020620006
- Nederlandse Thesaurus van Auteursnamen: 243991347
- Réseau des bibliothèques de Suisse occidentale: 02-A003014148
- Système universitaire de documentation: 100576125
- Virtual International Authority File: 58662103
- WorldCat: E39PBJcBTW3JM3KftqGjDTkkXd